# Willy Grevelund
Willy Otto Grevelund (med kælenavnet Greven) (født 4. marts 1921 i København, død 14. oktober 1990 ) var en dansk kapelmester, pianist, musikproducer og med mere,  indenfor populær dansk underholdningsmusik.

## Refferencer
1. ↑  Willy Grevelund på gravsted.dk
2. ↑  Willy Grevelund danskefilm.dk hentet 10. april 2024